# NGC 1482
NGC 1482 é uma galáxia espiral na direção da constelação de Eridanus. O objeto foi descoberto pelo astrônomo William Herschel em 1799, usando um telescópio refletor com abertura de 18,7 polegadas. Devido a sua moderada magnitude aparente (+12,3), é visível apenas com telescópios amadores ou com equipamentos superiores.